# Carobbio degli Angeli
Carobbio degli Angeli (lombardul: Caròbe di Àngei) település Olaszországban, Lombardia régióban, Bergamo megyében. Lakosainak száma 4828 fő (2023. január 1.). Carobbio degli Angeli Gorlago, Trescore Balneario, Grumello del Monte, Bolgare, Chiuduno és Gandosso községekkel határos.

## Népesség
A település népessége az elmúlt években az alábbi módon változott:
| Lakosok száma | 4691 | 4700 | 4828 |
|               | 2017 | 2018 | 2023 |